# Coalmont (Pennsilvània)
Coalmont és una població dels Estats Units a l'estat de Pennsilvània. Segons el cens del 2000 tenia 128 habitants.

## Demografia
Segons el cens del 2000, Coalmont tenia 128 habitants, 50 habitatges, i 37 famílies. La densitat de població era de 411,8 habitants per quilòmetre quadrat.
Dels 50 habitatges en un 42% hi vivien nens de menys de 18 anys, en un 64% hi vivien parelles casades, en un 2% dones solteres, i en un 26% no eren unitats familiars. En el 26% dels habitatges hi vivien persones soles el 18% de les quals corresponia a persones de 65 anys o més que vivien soles. El nombre mitjà de persones vivint en cada habitatge era de 2,56 i el nombre mitjà de persones que vivien en cada família era de 3,08.
Per edats la població es repartia de la següent manera: un 28,9% tenia menys de 18 anys, un 1,6% entre 18 i 24, un 36,7% entre 25 i 44, un 21,1% de 45 a 60 i un 11,7% 65 anys o més.
L'edat mediana era de 35 anys. Per cada 100 dones de 18 o més anys hi havia 106,8 homes.
La renda mediana per habitatge era de 38.750 $ i la renda mediana per família de 52.917 $. Els homes tenien una renda mediana de 30.625 $ mentre que les dones 28.750 $. La renda per capita de la població era de 15.260 $. Entorn del 5,1% de les famílies i el 7,6% de la població estaven per davall del llindar de pobresa.

## Poblacions més properes
El següent diagrama mostra les poblacions més properes.